# Харлампиевская улица (Мариуполь)
Харлампиевская улица (укр. Харлампіївська вулиця) — одна из первых улиц Мариуполя (Донецкая область), расположена в историческом центре города, преимущественно одноэтажной постройки. Носит историческое наименование (с 28 сентября 1878 года). В 1919 году Мариупольский горсовет утвердил решение о переименовании её в Советскую улицу (до декабря 1991 года). На Харлампиевской улице расположены дворец культуры «Молодёжный» (ранее — гостиница «Континенталь», в советское время — ДК «Азовсталь»), гостиница «Спартак». Улица начинается от Итальянской улицы и оканчивается на Евпаторийской улице, пересекая на своём пути следующие улицы:
- Георгиевская улица
- проспект Мира
- Николаевская улица
- Митрополитская улица
- Фонтанная улица